# Муртазалиев, Рамазан
Рамазан Муртазалиев (род. 28 ноября 1981) — молдавский самбист и дзюдоист, чемпион Молдавии по дзюдо 2006 года, бронзовый призёр чемпионата мира по самбо 2004 года в Кишинёве, мастер спорта Молдавии международного класса по самбо. По самбо выступал в первой средней весовой категории (до 82 кг). Наставником Муртазалиева был И. Н. Валишвили. Участвовал в чемпионатах Европы 2005, 2006 и 2008 годов, на которых занимал пятые места. В 2006 году стал победителем международного турнира памяти Андрея Доги.

## Чемпионат Молдавии
- Чемпионат Молдавии по дзюдо 2006 года — ;